# La porta proibita (saggio)
La porta proibita è un libro di Tiziano Terzani, pubblicato nel 1984. Il libro raccoglie una serie di articoli scritti dal giornalista fiorentino nel suo periodo trascorso in Cina. Il libro è ricco di considerazioni personali, un articolo invece è scritto dai figli di Terzani (Folco e Saskia) che descrivono la loro esperienza nella scuola cinese.
Nel libro sono inoltre presenti numerose critiche verso il sistema cinese del dopo-Mao, soprattutto alla luce della conclusione del libro, dove l'autore racconta la sua incarcerazione e la sua rieducazione. L'autore infatti dopo aver troppo calcato la mano sui vari errori del comunismo cinese (la distruzione dell'immenso patrimonio artistico della Cina imperiale) viene fermato dalle autorità di Pechino e accusato di "insulti al presidente Mao e trasporto e possesso di "tesori nazionali" e dopo la sua "rieducazione" viene obbligato a lasciare il Paese.